# 羊固
羊固（？—？），字道安，泰山郡南城县（今山东省新泰市）人，升遷至黃門侍郎，大鴻臚，官居臨海太守，東晉書法家，以擅長草書和行書著名於世。

## 軼事
羊固擔任臨海太守時，整天都有精美的酒宴，即使來的很晚的人也能吃到豐盛的飯食。當時輿論認為羊固的酒宴雖然豐盛，但比不上羊曼的真誠直率。

## 歷史評價
- 南宋羊欣在《采古來能書人名錄》稱：「羊固晉臨海太守，並善行書。」[4]
- 南梁庾肩吾 [5]在《書品》稱道：「遺亦見珍，餘芳可折，誠以驅馳並駕，不逮前鋒，而中權後殿，各盡其美。」

## 外部連結
- 書法錄－东晋书法家羊固简介 （页面存档备份，存于）
- 羊固、羊曼：论者以固之丰腆，不如曼之真率 （页面存档备份，存于）